# Szemelliker Antal
Szemelliker Antal (Vulkapordány, 1882. május 25. – Sopron, 1919. április 10.) katolikus pap.

## Gyermekkor és iskolái
1882. május 25-én a burgenlandi Vulkapordányban (Wulkaprodersdorf ma Ausztria területén van) látta meg a napvilágot gradistyei (várvidéki) horvát családban. Szülei katolikus vallásúak, jó módú földműves család. A tízgyermekes család kilencedik sarja a visszaemlékezések szerint vidám, éles eszű és buzgó ministráns volt.
Az általános iskolát szülőfalujában végezte, gimnáziumi tanulmányait pedig a győri Bencéseknél.

## Szemináriumi évek
1897-ben vette fel az akkori győri megyéspüspök a szemináriumba. A tanulókról szóló szemináriumi feljegyzésekben olvasható, hogy mértéktartó természetű, élénk, kedélyes, vidám természetű volt. Ehhez járult még szorgalma, jó magaviselete és érdeklődése a politikai és közéleti kérdések iránt.
Már ekkor három nyelven beszélt: horvátul, magyarul és németül.
1900-1901-ben a Győri Kisebb Papnevelde szorgalmi közlönyének, a Reménysugárnak szerkesztője volt.
Gróf Széchenyi Miklós győri püspök szentelte pappá Győrben, 1905. június 30-án.

## Szolgálati helyei
1905-1907 Lókon szolgált (Ausztria)
1097-1910 Okán szolgált (Ausztria)
1910- 1919 Füles (Ausztria)

## Fülesi falufelkelés
A Tanácsköztársaság idején a kommunisták hatalmuk fenntartása szempontjából Fülest és környékét tartották az egyik legmegbízhatatlanabb helynek. A diktatúra kezdetén betiltották a hittan oktatását az iskolában, de Szemelliker atya folytatta az oktatást.
A pulyai járásnak a politikai biztosa Váradi Hermann volt, aki híres volt hatalmaskodó, diktatórikus stílusáról, rendelkezéseiről. Mivel Fülesen nem nagyon engedelmeskedtek a rendelkezéseinek, április 5-én megérkezett a faluba, hogy személyesen foganatosítsa a Tanácsköztársaság rendelkezéseit. Összehívta a lakosságot, hogy beszédet tartson nekik a rendőrség előtt, de a fülesiek a közben odaérkező Malomháziakkal megtámadták és nagyon elverték. Antal atya gyóntatott a templomban. Amikor meghallotta a falusiak okozta hangzavart, kiabálást, abba hagyta a gyóntatást. Tekintélyét arra használta fel, hogy a falu lakosait megnyugtassa, és, hogy a tömeg elengedje Váradit. Mikor Váradi magához tért, telefonon 50 vörös katonát kért.
1919. április 6-án gépfegyveres vörös őrség érkezett a faluba és a népbiztos statáriumot hirdetett. A katonai biztos a csendőrlaktanyába hívatta a plébánost, Szemelliker Antalt, és golyó általi kivégzéssel fenyegette meg a legkisebb rendbontás esetén is. A szerencsétlenség azonban bekövetkezett, tisztázattal körülmények között egy fiatalember az utcán elsütött egy fegyvert. A lövésre a vörös katonák gépfegyversortűzzel válaszoltak. A sortűzben többen megsebesültek és ketten, életüket vesztették.
Antal atya meghurcoltatása
A kommunisták azt feltételezték, hogy Szemelliker Antal fülesi pap húzta fel a két falu népét ellenük, s ezért április 8-án elfogták több férfivel egyetemben és a fülesi kastélyban halálra ítélték.
Április 9-én és 10-én folytatódott a „fülesi tragédia” Sopronban. A letartóztatottak egy részét elengedték, párat meg Sopronba vittek, ahol Szemellikert újonnan halálra ítélték azzal a váddal, hogy a népet arra uszította, hogy fegyverekkel ellenkezzenek – a többieket pedig pár év börtönbüntetésre ítélték.
Még az éjjel, április 10-én a hajnali órákban golyó által kivégezték, s halott testét a temető fala mellé temették. Még az év szeptember 11-én, mikor elesett a Tanácsköztársaság, kiásták Szemelliker földi maradványait és az egész egyházmegyéből érkezett hívek kíséretében elszállították a fülesi temetőbe. Utolsó kérése ugyanis az volt, hogy a hívei mellé temessék Fülesen.

## Isten Szolgája Szemelliker Antal boldoggáavatási ügye
Isten Szolgája Szemelliker Antal, vértanúsága hírének egyházmegyei kivizsgálását Főtisztelendő Veres András, győri megyéspüspök kezdeményezte.
Az ügy megnyitását támogatta a Magyar Katolikus Püspökkari Konferencia és a kismartoni egyházmegye ordináriusa Főtisztelendő Ägidius Zsifkovics Püspök úr.
2021. június 30-án Főtisztelendő Veres András Püspök Úr kérésére a Szenttéavatási Kongregáció megküldte az engedélyt az ügy elindítására. Ügyiratszám: Prot. N. 3598-1/21.
Az egyházmegyei vizsgálat hivatalosan 2022. szeptember 19-én kezdődött el.

## Forrás
Biczó Zalán: Szemelliker Antal (1882–1919). Győr, szerzői kiadás, 2011. 62 old.